# Pseudocyphellaria crocata
Pseudocyphellaria crocata är en lavart som först beskrevs av L., och fick sitt nu gällande namn av Vain. Pseudocyphellaria crocata ingår i släktet Pseudocyphellaria och familjen Lobariaceae.   Inga underarter finns listade i Catalogue of Life.

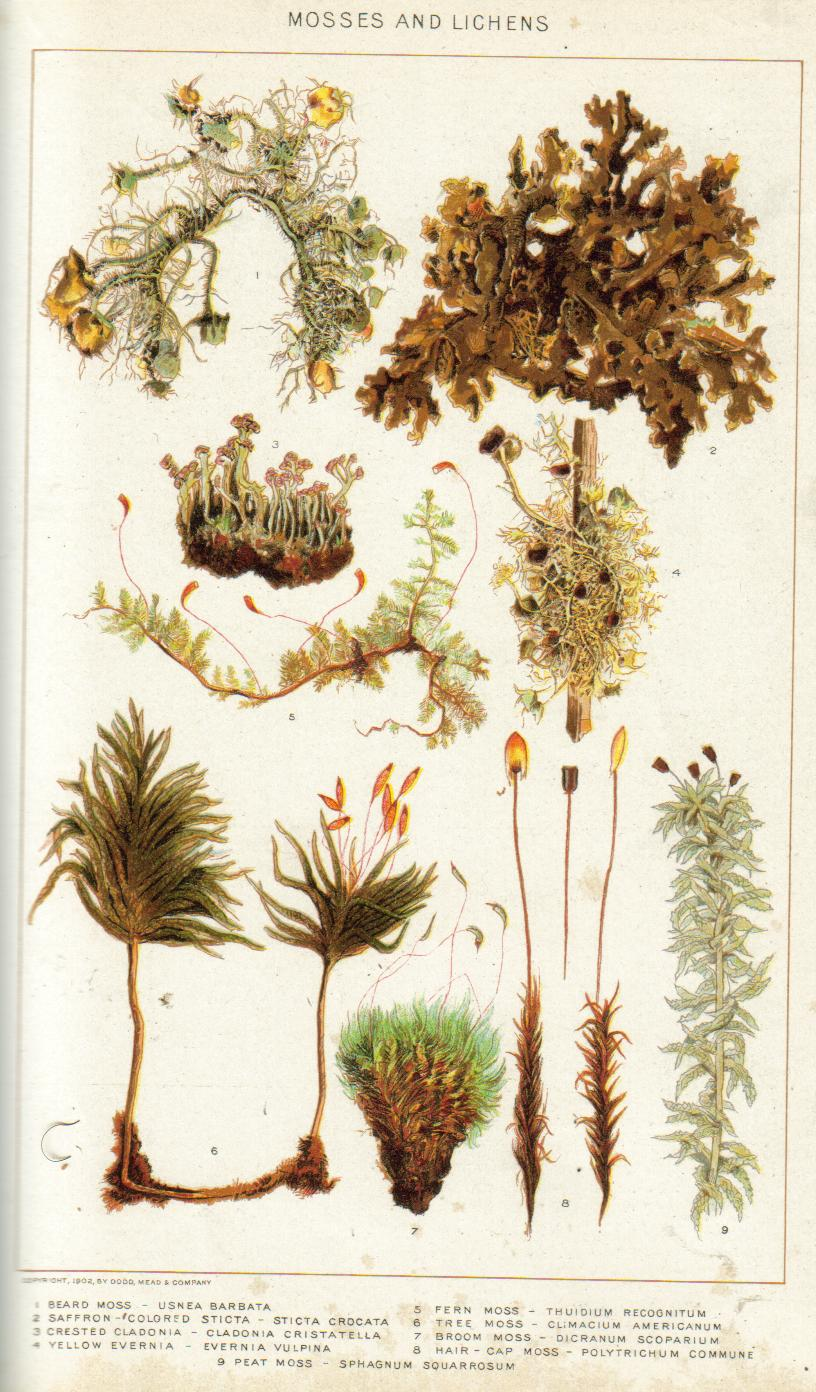